# USS Albuquerque (SSN-706)
Pour les autres navires du même nom, voir USS Albuquerque.
Le USS Albuquerque (SSN-706) est un sous-marin nucléaire d'attaque américain de classe Los Angeles nommé d'après Albuquerque au Nouveau-Mexique.

## Histoire du service
Construit au Chantier naval Electric Boat de Groton, il a été commissionné le 21 mai 1983 et a été retiré du service dans l’United States Navy le 27 février 2017.
Il a notamment participé à la guerre du Kosovo en 1999 durant laquelle il tira 10 missiles BGM-109 Tomahawk contre la Yougoslavie.